# Harry Barnes
Harry J. Barnes (Boston, 25 luglio 1945) è un ex cestista statunitense, professionista nella NBA.

## Carriera
Dopo aver giocato al college per la Northeastern University è stato scelto al quarto giro (trentasettesima scelta assoluta) del Draft NBA 1968 dai San Diego Rockets; dopo quell'unica stagione, chiusa con 22 presenze nella NBA, termina la sua carriera da professionista.